# Martí Camprubí i Puigneró
Martí Camprubí i Puigneró (Manresa, 1910 - Barcelona, 1992) fou un autor, actor i director teatral català.
Ha sigut un dels homes més significatius del teatre manresà. Com a actor va representar nombroses obres arreu de Catalunya. Es vinculà des de jove al Círculo Familiar Recreativo (Els Carlins). Fou un dels impulsors de la programació estable del Círculo Familiar, on va ser actor i director i on va estrenar diverses obres.
Un dels moments estel·lars de la seva vida teatral va ser la representació, al parc de la Seu, de La Hidalga del valle. L'obra Yo soy tú, fou guardonada al Jocs Florals de la Llum de Manresa de 1950 i estrenada al Teatre Conservatori. Com a autor teatral havia escrit, publicat i estrenat una trentena d'obres com ara El poca pena o Escudella barrejada.